# Nordfriesland (Schiff, 1995)
Die Nordfriesland ist eine kombinierte Auto- und Personenfähre der Wyker Dampfschiffs-Reederei Föhr-Amrum.

## Geschichte
Die Fähre wurde unter der Baunummer 1521 als modifizierter Nachbau der Rungholt (Baujahr 1992) auf der Husumer Schiffswerft in Husum als Ersatz für die Nordfriesland gebaut. Die Kiellegung erfolgte am 14. Januar 1994, der Stapellauf am 26. Dezember 1994. Taufpatin war 1995 die Wyker Stadträtin Margot Melzer. Die Probefahrt fand am 21. März statt. Seit dem 28. März 1995 verbindet sie die Inseln Föhr und Amrum mit dem Festlandhafen Dagebüll.

## Besonderheiten
Optisch ist das Schiff oberhalb der Scheuerleiste (Wallschiene) fast identisch mit seinem Vorgänger Rungholt. Lediglich die Rauchgaspfosten sind größer. Der Schiffsrumpf ist jedoch eine komplette Neukonstruktion, bei dem die beiden Propeller von innen nach außen an den Schiffsrand verlagert wurden und sich nach außen, nicht nach innen, drehen. Der Schiffsbug ist nach vorn spitz zulaufend und unterscheidet das Schiff optisch von allen typgleichen Vorgängern.
Jedes Jahr findet im Rahmen des Schleswig-Holstein Musik Festivals ein Konzert auf der Nordfriesland statt.

## Technische Daten
Die Fähre wird von zwei MaK-Dieselmotoren des Typs 6M20 mit zusammen 2040 kW Leistung angetrieben. Die Motoren wirken über Untersetzungsgetriebe auf zwei Verstellpropeller in Kortdüsen. Das Schiff ist mit zwei Querstrahlsteueranlagen ausgerüstet. Für die Stromerzeugung an Bord stehen vier Dieselgeneratoren zur Verfügung. Weiterhin wurde ein Notgenerator verbaut.